# 緑の建築

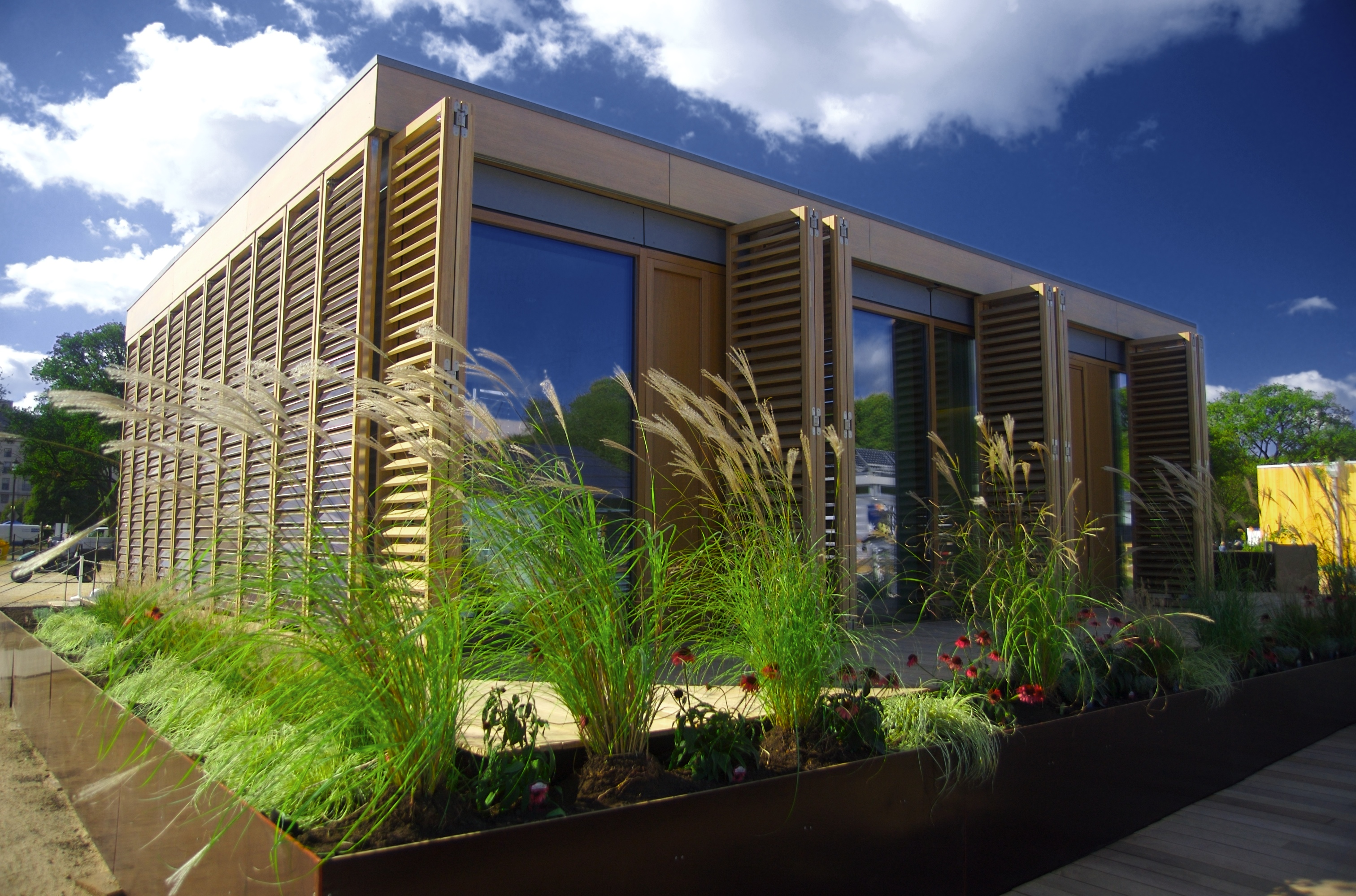
ドイツのDarmstadt University of Technology

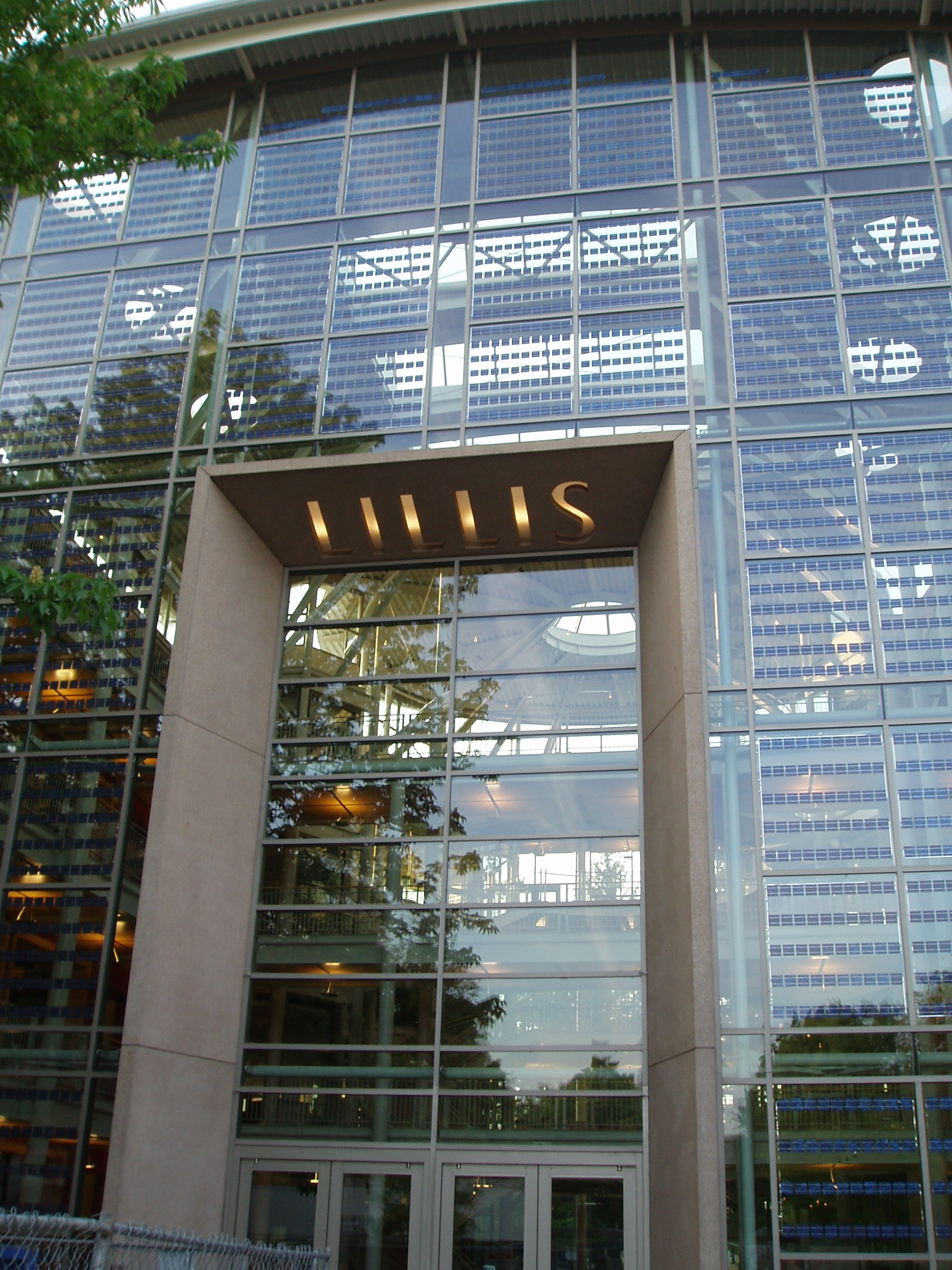
米国オレゴン大学のLillis Business Complex

緑の建築（みどりのけんちく、またはグリーンビルディング、英語: green building）は、建築と敷地利用、エネルギーと水、資材の集積を高め、敷地・デザイン・建築・作業・維持・除去という完全な建築ライフスタイルを通して、人間の健康と環境に影響を与える建築の減少の実施を行うことである。定義にわずかな違いがあるが、緑の建築は時に「持続可能な建築（建物）」または「環境建築物」としても知られている。
緑の建築の実施は増大する生産力により削減された作業費用を含む利益とエネルギーと水の使用を低減させ、室内空気の質の改善がされるべき公衆および居住者の健康を導き、雨水流去水の減少によるヒートアイランド現象などの環境への影響を減少させる。
緑の建築は、持続可能なデザインによる持続可能な発達と一般の支持の関連している概念の欠くことのできない構成要素である。緑の建築の実施は、構造とそれを取り巻いている自然と造られた環境の間で生態学的だけでなく美学の調和を成し遂げることが求められる。持続可能な家や建物の外観やスタイルは、それらより持続可能でない酷似したものとほとんど識別不可能である。緑（環境保護）の設計は、例えば、受動太陽光や活性太陽光で太陽光を利用したり、光起電性技術と緑の屋根や雨庭で植物や木を利用して雨水の流出を減少させる、などの再生資源の有効利用をよく強調している。駐車場にコンクリートまたはアスファルトではなく、敷き詰められた砂利を使用して地下水の補給を高める、などの他の多くの技術がよく利用されている。

## 各国の基準および評価、政策としての「緑の建築」
多くの国々が建築のエネルギー能率の独自の基準を作っている。総じて見ると、ほとんどのプログラムは特に建物のエネルギー効率に重きを置いている。緑の建築プログラムを用いることで助成金や税金控除を実施している政府も多い。しかし、国によって基盤となる産業構造、文化、人々の環境に対する受け取り方が異なるため、グリーンビルディングのプログラムは各国でかなり異なる。グリーンビルディングプログラムが建築資材や外国資本に対する輸入障壁として働いている場合も見受けられる。
- オーストラリア: Nabers  / グリーンスター
- ブラジル: AQUA  / LEED Brasil
- カナダ: LEED Canada  / Green Globes
- 中国: GBAS （緑色評価評分体系）
- フィンランド: PromisE
- フランス: HQE
- ドイツ: DGNB  / CEPHEUS
- 香港: HKBEAM（香港環保建築）
- インド: Indian Green Building Council (IGBC) / GRIHA
- イタリア: Protocollo Itaca  / Green Building Counsil Italia
- 日本: CASBEE（建築環境総合性能評価システム）  / DBJ Green Building認証
- マレーシア: GBI Malaysia
- メキシコ: LEED Mexico
- オランダ: BREEAM Netherlands
- ニュージーランド: Green Star NZ
- フィリピン: BERDE  / Philippine Green Building Council
- ポルトガル: Lider A
- 台湾:Green Building Label (中華民國綠建築標章)
- シンガポール: Green Mark
- 南アフリカ: Green Star SA
- スペイン: VERDE
- スイス: Minergie
- アメリカ合衆国: LEED  / Living Building Challenge  / Green Globes  / Build it Green  / NAHB NGBS  / International Green Construction Code (IGCC)
- イギリス: BREEAM
- アラブ首長国連邦: Estidama

## 緑の建築の種類

### 藁梱の家
藁梱は実際、収穫後の植物の乾燥した残り物である。藁梱の家では小麦、オート麦、大麦、ライ麦、米や他が化粧しっくいで覆われる壁の作成に大部分利用されている。どんな種類の干草や藁でも作ることができ、藁の茎にある繊維が少なければ少ないほど良い（なぜなら、繊維中の水分が自動的に燃焼できる性質を引き起こすから）。好ましい藁は実際、オート麦や大麦のような綺麗で白い藁である。三つの繊維梱はより強力な建築に最適である。

### 押し出し成形された藁パネルの家
藁パネルの家は、労働集約的な藁梱の家の建設に商業上代わるもので、既存の労働力が適当である現代の住宅建設技術からの少ない偏差が求められる。数人の労働者は一日未満で一世帯の藁パネルの家を建てることができる。繊維押し出し工場で製粉され、極度に圧縮された藁から造られた藁パネルには、コンクリートの耐久性・石膏のような表面仕上がり・従来のガラスの絶縁製品の絶縁価値と遮音パネルの吸音特性がある。繊維押し出し成形は、MDIまたは重合化学物質の含まれていない植物繊維独自のセルロース『接着剤』をパネルに使っていた、したがってそのパネルが配備される環境に気体を発生させる化学製品はない。スイッチグラス・米や麦を含む少なくとも20の農業廃棄物繊維は、押し出し成形により藁建築パネルにすることができる。繊維押し出しプロセスがとても安価で良質な建築資材を作るので、巨大団地計画のために世界中で見直されている。

## 世界の緑の建築

### 日本
CASBEE（キャスビー、建築環境総合性能評価システム）が2001年から導入されている。また、DBJ Green Building認証といった環境性能以外も評価指標に加えた認証制度もある。

### オーストラリア
オーストラリアの緑の建築協議会は自国の緑の建築基準を「緑の星」として知ってもらっている。2007年に、GBCAはオーストラリアの緑の建築協議および「緑の都市―我々の未来の住い」という博覧会を主催した。

### カナダ
カナダは2000年以降に建設される新しい建物の「r2000」指針を実行した。動機は建築者をr2000水準のエネルギー効率の増加と持続促進するための活動に向き合わせるために持ちかけたことだった。2002年12月、カナダはカナダ緑の建築協議会を創設し、2003年7月にアメリカ緑の建築協議会から、カナダの環境がLEEDランクシステムに適合するとして、唯一の認可状を得た。
- クイーンズ大学のBeamish-Munro Hallは高いフライアッシュコンクリート、三重ガラスの窓、ほの暗い蛍光灯と格子で繋がれた光起電性の配列などの将来まで持続可能な建築方法である。

### ドイツ
緑の建築技術を用いるドイツの開発は、下記のものを含んでいる。
- ドイツ、フライブルク（太陽村）での、将来住宅エネルギーを供給する太陽光セルツメント。
- 同じくフライブルク、ボーバンの開発。
- Baufritzによって設計された、受動太陽光結合、重く絶縁された壁、三重ガラスのドアや窓、無毒性塗料と仕上げ塗料、夏の陰影、熱回収換気と中水道水処理システムの家。
- 自家発電するベルリンの新しい帝国議事堂の建設。

### インド
インドの企業の連合は、インドの建設部門の持続可能な促進において活動的な役割を担っている。インドには、多くのエネルギー効率の良い建物があらゆる種類の気候区分においてある。
- 寒く、曇り
- 寒く、晴れ
- 混合
- 暑く、乾燥
- 適当
- 暖かく、高湿度

### マレーシア
マレーシア（SIRIM）の水準と産業研究学会は緑の建築技術を促進している。マレーシアの建築家Ken Yeangは生態学的な設計の区域の顕著な声である。

### イギリス
環境意識建築のための連合は1989年のAECB以来持続可能な建築を促進させてきた。緑の建築通信は日刊緑の建築ニュースを本社ウェブサイトで公開している。イギリス建築規制には、建築構造における絶縁レベルと他の外観が求められる（イギリス住宅建設におけるエネルギー効率参照）。

### アメリカ
アメリカ緑の建築協議会はエネルギーと環境設計、またはLEED（（R）USGBC）緑の建築ランクシステムでの指導を通して緑の建築の持続可能な設計を構成する有力な定義を開発した。USGBCは今までに7000以上の組織を会員として誘致してきた。アメリカ緑の建築協議会は州と地方の緑の建築とアメリカのイニシアティブのリストを維持している。
主流の住宅向きで商業的建築をする緑の建築を誓約した建築工業指導者の非営利ネットワークである。GBIは、建築が環境的前進するだけでなく、手ごろな値段で実行してくれる建設業者が実施してくれることを信じている。米国環境保護庁のEnergy Starプログラムはエネルギー効率のための商業建物を評価し、エネルギー効率が良い建物の設計のための水準にあう新しい家にEnergy Starの資格を提供する。2005年に、ワシントン州は緑の建築の立法を制定するアメリカ最初の州になった。法律に従って、州の資金を供給された校舎を含む、敷地面積が5000平方フィート（465m²）を上回る全ての主な公共機関設備は、建設または修理においてLEED水準を満たす、または超過することが要求される。そのような法律から写し出された利点はある。
- 年間20％の光熱費節約
- 水経費の20%の引き下げ
- 廃水の生産を38%に
- 建築浪費を22%に削減

## 著名な環境保護設計者と建築家
- Advanced Environmental, Australia
- J. Baldwin
- Steve Baer
- John Boecker
- Tom Bender
- Peter Calthorpe
- Eric Corey Freed
- Buckminster Fuller
- William McDonough
- Glenn Murcutt
- Rocky Mountain Institute
- Sim Van der Ryn Walter Segal
- Thompson, Ventulett, Stainback & Associates
- Brenda and Robert Vale
- James Wines Ken Yeang